# باد شرق، باد غرب
باد شرق، باد غرب (به انگلیسی: East Wind: West Wind) رمانی است که توسط پرل باک، نویسندهٔ اهل آمریکا نوشته شده‌است. این کتاب یکی از آثار مشهور ادبی جهان است.